# Інкарнація
Втілення, Інкарнація (не плутати з Реінкарнація) — втілення божества у матеріальне тіло живої істоти.

## В християнстві
Один з центральних догматів віри в християнстві, згідно з яким Бог народився в образі людини для спасіння світу.

## Віра друзів
Згідно з віруванням друзів, аль-Хакім бі-Амр Аллах був проголошений втіленням Бога в 1018 році.

## Бахаїзм
За вченням бахаї Бахаулла був останнім втіленням Богу нашого часу.